# Tomofumi Fujiyama
Tomofumi Fujiyama (født 23. april 1994) er en japansk fodboldspiller, som spiller for den japanske fodboldklub Blaublitz Akita.